# Eschenrode
Eschenrode er en lille by i delstaten Sachsen-Anhalt i Tyskland. Den er administrationssæde for kreisen Börde.
- Wikimedia Commons har flere filer relateret til Eschenrode